# Marguerite Mespoulet
Marguerite Mespoulet (1880-1965) est une universitaire française. Elle est professeure aux collèges américains Wellesley et Barnard. Elle participe à la fondation de la première association de femmes universitaires en France en 1919.

## Biographie
Sophie Léonie Marguerite Mespoulet naît le 2 décembre 1880 à Paris, fille de François Mespoulet, professeur de langues et d'Élisa Mespoulet, née Hagène. Elle fait ses études à la faculté de lettres de Paris et à l'université de Londres et se classe première à l'agrégation d'anglais en 1905. Elle bénéficie en 1905-1906 d'une bourse « Autour du Monde » créée par le banquier et philanthrope Albert Kahn et ouvertes aux femmes la même année,. Elle effectue en mai-juin 1913 une mission pour les « Archives de la Planète » en Irlande, avec Madeleine Mignon, dont elles rapportent 73 autochromes. Elle est professeure au lycée de Dijon, puis au lycée Victor-Hugo de 1914 à 1923. Elle est enseignante au Wellesley College de 1923 à 1933, puis au Barnard College de 1933 à 1947. Elle est nommée professeure émérite en 1947.
Elle est à l'origine, avec Marie Bonnet, directrice de la Maison des étudiantes de Paris, de l'initiative qui consiste à créer une association de femmes universitaires, selon le modèle américain. La Société française féminine de rapprochement universitaire tient sa première assemblée générale le 28 novembre 1919, elle prend le nom actuel d'Association française des femmes diplômées des universités en 1977. Marguerite Mespoulet est vice-présidente de la Fédération internationale des femmes diplômées des universités de 1923 à 1927.

## Publications
- L'effort des femmes britanniques pendant la guerre, avec Esther Dumas, Melun, Impr. administrative, 1918
- (en) Creators of Wonderland, New York, Arrow Editions, 1934
- Images et romans, Les Belles Lettres, 1939